# Endoios

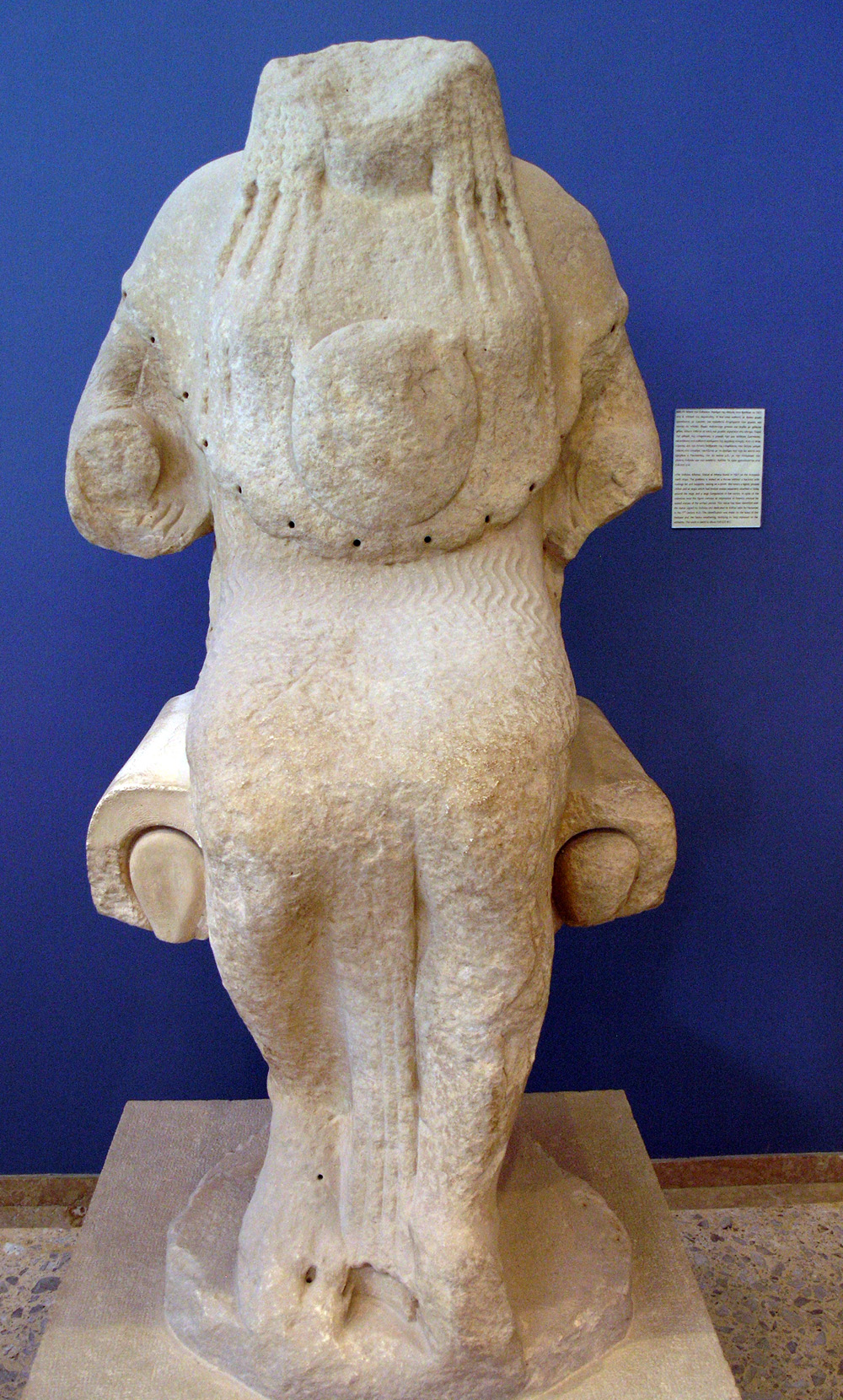
Korè assise, généralement reconnue comme l'Athéna assise d'Endoios, musée de l'Acropole d'Athènes (no 625)

Endoios (en grec ancien Ἔνδοιος / Éndoios) est un sculpteur athénien de la fin du VIe siècle av. J.-C. Il est avec Anténor l'un des plus grands représentants du style archaïque tardif.

## Biographie
Sa vie est très peu connue. Pausanias en fait un Athénien, disciple du mythique Dédale, qu'il aurait accompagné en Crète après la mort du roi Cocalos. Il lui attribue une statue assise d'Athéna dédiée par un certain Callias qui semble bien être le vainqueur olympique de la 57e olympiade (552 av. J.-C.) que mentionne Hérodote.

## Œuvre
Pausanias attribue à Endoios trois statues d'Athéna :
- une Athéna assise pour l'Acropole d'Athènes, située près de l'Érechthéion au moment du passage de Pausanias, lequel y lit la signature d'Endoios[4] ;
- l'Athéna Aléa de Tégée, tout en ivoire, qui se trouve sur le Forum d'Auguste à l'époque de Pausanias[5] ;
- l'Athéna Polias d'Érythrées, que Pausanias attribue à Endoios sur des critères stylistiques[6].

Pline l'Ancien lui attribue par ailleurs la paternité de l'Artémis d'Éphèse. Enfin, on possède trois bases portant la signature d'Endoios en caractères qui peuvent être datées de 530-500 av. J.-C., dont l'une est signée conjointement par Philergos.

### L'Athéna assise de l'Acropole
On reconnaît traditionnellement l'Athéna assise athénienne citée par Pausanias dans une statue actuellement conservée au musée de l'Acropole d'Athènes sous le numéro 625. Découverte au début de la guerre d'indépendance grecque, l'œuvre, très mutilée, est la plus ancienne représentation statuaire d'Athéna retrouvée en Attique. 
Elle se distingue nettement des autres figures assises que l'on trouve à la même époque en Ionie. Athéna porte une large égide et un gorgonéion (tête de Méduse dont le visage a été martelé. Les bras, cassés aux avant-bras, sont repliés. Les jambes apparaissent clairement au travers du vêtement et sont séparées par un pan de draperie aux plis nettement marqués. La jambe droite est ramenée en arrière, comme si la déesse allait se lever de son siège.